# Анкетиль-Дюперрон, Абрахам Гиацинт
Абрахам Гиацинт Анкетиль-Дюперрон (7 декабря 1731 — 17 января 1805) — французский востоковед, младший брат Луи-Пьера Анкетиля.

## Биография
Анкетиль-Дюперрон родился в Париже 7 декабря 1731 года. Он учился на священника в Париже, Осере и Амерсфорте, но пристрастие к еврейскому, арабскому, персидскому и другим восточным языкам привело его к тому, что он решил полностью посвятить себя им. Его постоянное присутствие в Королевской библиотеке привлекло внимание хранителя рукописей аббата Сальера, чьё покровительство обеспечило учёному маленькое жалованье как изучающему восточные языки.
Сперва он заинтересовался некоторыми фрагментами «Вендидада», одной из составляющих «Авесты», и составил план поездки в Индию, дабы обнаружить другие писания Зороастра. Согласно поставленной цели он 2 ноября 1754 года завербовался рядовым в индийскую экспедицию, а уже 7 ноября выступил из Парижа. После 10-дневного марша Анкетиль-Дюперрон прибыл в бретонский порт Лорьян, из которого контингенты должны были отплыть. Но здесь Анкетилю сообщили, что правление компании, потрясённое его удивительным рвением к науке, предоставляет полную свободу действий, а уже в следующем месяце Анкетиль-Дюперрон официально был освобождён от службы и по приказу короля ему выделили маленькое жалованье в 5 сотен франков. Во многом это было заслугой аббата Жан-Жака Бартелеми и других друзей учёного.
Вскоре Французская Ост-Индская компания предоставила ему право свободного передвижения, и в феврале 1755 года учёный отплыл в Индию. По прошествии 10 месяцев Анкетиль-Дюперрон 10 августа 1755 года прибыл в Пондишери. Здесь он пробыл немного времени для овладения современным персидским языком, а затем поспешил для изучения санскрита в Чандернагор (совр. Чанданнагар), куда прибыл 22 апреля 1756 года. Вскоре началась война между Англией и Францией, и Чандернагор был взят. В результате Анкетиль-Дюперрон вернулся по суше в Пондишери. Здесь он нашёл одного из своих братьев и отправился на корабле с ним в Сурат, но, поставив целью исследовать страну, он вскоре высадился и продолжил путь пешком. В Сурате, куда прибыл 1 мая 1758 года, Анкетиль-Дюперрон, благодаря настойчивости и терпению, добился от зороастрийских жрецов того, что хотел: они научили его авестийскому языку и снабдили его авестийскими текстами. Также он овладел хорошим знанием среднеперсидского языка для перевода.
Затем он собирался идти в Бенарес, чтобы изучать языки, древности и священные законы индусов, но военные события заставили его отказаться от этой идеи. Покинув Сурат 15 марта 1761 года, он прибыл в Бомбей, а уже оттуда на английском судне 28 апреля 1761 года отправился в Англию. Прибыв в Портсмут, он пробыл некоторое время в Лондоне и Оксфорде, а затем отправился во Францию. Он прибыл в Париж 14 марта 1762 года, имея в распоряжении 108 манускриптов, не считая других редкостей. По словам самого Анкетиль-Дюперрона, шум вокруг его путешествий и важность привезённых им манускриптов привлекли к нему внимание персон из высших слоёв общества. Это позволило учёному заполучить в дальнейшем помощь и поддержку для продолжения своих изысканий.
Аббат Жан-Жак Бартелеми добился для него пенсии, с назначением переводчиком восточных языков в Королевскую библиотеку. В 1763 году Анкетиль-Дюперрон был избран членом Академии надписей и принялся за подготовку публикаций тех материалов, которые он собрал во время своих восточных странствий. В 1771 году он опубликовал в 3 томах «Зенд-Авесту», содержавшую собрание священных текстов зороастризма, жизнеописание Зороастра и фрагменты произведений, приписываемых этому лицу. В 1778 году учёный опубликовал в Амстердаме свой труд «Legislation orientale», в котором он попытался доказать, что сама сущность восточного деспотизма представляется весьма неверно. Его «Recherches historiques et geographiques sur L’Inde» появились в 1786—1787 годах и составили часть «Географии Индии» Йозефа Тифенталера. Во втором томе этих исследований был напечатан французский перевод 4 упанишад с персидской рукописи.
Великая французская революция, казалось, сильно подействовала на учёного. В течение этого периода он отстранился от общества и провёл это время, погрузившись в изучение добытых текстов. В 1798 году он опубликовал «L’Inde en rapport avec l’Europe» в 2 томах в Гамбурге. С 1801 по 1802 года был опубликован латинский перевод с персидского языка извлечений из упанишад, священных книг индусов. Издание вышло в 2 томах в Париже под названием «Oupnek’hat», персидским эквивалентом санскритского термина. Это была уникальная смесь латинского, греческого, персидского, арабского языков и санскрита. Когда был основан Национальный институт, Анкетиль-Дюперрон был избран его членом.
Скончался в Париже 17 января 1805 года.
Артур Шопенгауэр писал, что его знание индийской философии является результатом прочтения переводов Анкетиль-Дюперрона. Переводами французского учёного был глубоко поражён и философ К. Я. Краус.

## Избранная библиография
- Zend-Avesta, Париж, 1771.
- Oupnek’hat (т. 1-2, Париж, 1801—1802) — персидский перевод Башкаламантра-упанишады из «Ригведы», включающей 25 строф. Санскритский текст этой упанишады будет обнаружен Ф. Шрадером[нем.] в 1908 г.
- Legislation orientale, Amst., 1778.
- Recherches historiques et géographiques sur l’Inde…, v. 1-2, В., 1786-87.
- Dignité du commerce, et de l'état de commerçant, Париж, 1789.
- L’Inde en rapport avec l’Europe, v. 1-2, Hamb. — Brunswick, 1798.